# Talking Body
"Talking Body" is een nummer van de Zweedse zangeres Tove Lo, uitgebracht voor de Amerikaanse radio op 13 januari 2015 door Republic Records. Het is de tweede single van haar debuutalbum Queen of the Clouds.
Het nummer is geschreven door Tove Lo, Ludvig Söderberg en Jakob Jerlström. De productie van "Talking Body" lag in handen van The Struts en Shellback.

## Tracklijst
| Nr. | Titel                        | Duur  |
| --- | ---------------------------- | ----- |
| 1.  | Talking Body (Gryffin remix) | 04:29 |
| 2.  | Talking Body (KREAM remix)   | 03:39 |
| 3.  | Talking Body (WDL remix)     | 03:41 |

## Hitnoteringen
In de Billboard Hot 100 piekte het nummer op de zestiende plek, en werd daarmee haar tweede top-twintig hit na "Habits (Stay High)". Met "Heroes (We Could Be)" werd het Tove Lo's derde top honderd hit in de UK Singles Chart.

### NederlandseSingle Top 100
| Positie: | 92 | 94 | 78 | 78 | 88 | 85 | 84 | 80 | 79 | 90 |

## Releasedata
| Land                | Releasedatum     | Formaat                  | Label            |
| ------------------- | ---------------- | ------------------------ | ---------------- |
| Verenigde Staten    | 13 januari 2015  | Radio                    | Republic Records |
| Verenigde Staten    | 10 februari 2015 | Muziekdownload (remixes) | Universal Music  |
| Canada              | 10 februari 2015 | Muziekdownload (remixes) | Universal Music  |
| Verenigd Koninkrijk | 3 mei 2015       | Muziekdownload           | Universal Music  |